# Drammens teater
Drammens teater är en teater i Drammen i Norge, som började byggas 1869 och öppnade 8 februari 1870. Den är ritad av arkitekten Emil Victor Langlet.
Teatern ritades med pariserteatrarna Porte Saint-Martin och Châtelet som modell. Den är gjord i nyrenässans med symmetriska fasader och rundbågade fönster. Teatern blev Norges första moderna teaterbyggnad.
År 1911 blev teatern också biograf, under påbud av kommunen efter ett riksdagsbeslut att biografverksamhet skulle drivas i kommunal regi. Den fungerade därefter både som teater och biograf, men biografverksamheten blev snart dominerande och byggnaden kom att kallas "Biografen", en text som också prydde fasaden.
Inför teaterns 100-årsjubileum 1969 gjordes en upprustning och större satsning på teater och renovering, och teatern blev en renodlad teater igen år 1972.
I december 1993 brann Drammens teater ned, efter att en person tänt på den. Den blev helt utbränd och bara ytterväggarna stod kvar. Huset byggdes upp i ursprungligt skick, men med moderniserad funktion. Arkitekt var Jan Øyvind Berntzen, och återinvigningen ägde rum 8 februari 1997 med kung  Harald V.
Drammens teater fick Europa Nostera-diplomet för renoveringen.